# بعثة الأمم المتحدة المتكاملة في تيمور
بعثة الأمم المتحدة المتكاملة في تيمور(بالإنجليزية: United Nations Integrated Mission in East Timor)‏ وتختصر ب(UNMIT) هي بعثة حفظ سلام أنشئت في 25 أغسطس 2006 بموجب قرار مجلس الأمن التابع للأمم المتحدة رقم 1704 لمساعدة حكومة تيمور الشرقية بفرض الاستقرار، وتعزيز الديمقراطية وتسهيل الحوار السياسي.